# Bruyères-et-Montbérault
Bruyères-et-Montbérault is een gemeente in het Franse departement Aisne (regio Hauts-de-France). De plaats maakt deel uit van het arrondissement Laon. Bruyères-et-Montbérault telde op 1 januari 2022 1.419 inwoners.
De Notre-Damekerk van Bruyères werd gebouwd tussen de 11e en de 16e eeuw. Sinds 1913 is de kerk beschermd als historisch monument. Bezienswaardig zijn het chevet en de romaanse absiden. Zoals de rest van de gemeente leed de kerk schade tijdens de gevechten van de Eerste Wereldoorlog.

## Geschiedenis
Kort na de start van de bouw van de Notre-Damekerk in de 11e eeuw, kreeg de wijk rond de kerk een verdedigingsmuur met daarin torens zoals de Tour de la Mutte. Dit was Le Petit Fort. Rond 1350 werd begonnen met de bouw van een stadsmuur rond Bruyères. Deze tweede, grotere stadsmuur telde vier poorten: Porte de Laon, Porte de Vorges, Porte des Marais en Porte de Reims.
In de 19e eeuw werd het grootste deel van de verdedigingswerken van Bruyères afgebroken. Tussen 1876 en 1879 werd het Fort de Bruyères (ook Fort de la Redoute genoemd) gebouwd. Al in 1888 werden de kanonnen van het fort verwijderd. In 1907 kreeg de gemeente een treinstation op de lijn Laon - Nouvion-le-Vineux. Na de komst van de autobus bleek de spoorlijn niet rentabel en ze werd opgedoekt in 1932.

## Geografie
De oppervlakte van Bruyères-et-Montbérault bedroeg op 1 januari 2022 11,61 vierkante kilometer; de bevolkingsdichtheid was toen 122,2 inwoners per km².
De onderstaande kaart toont de ligging van Bruyères-et-Montbérault met de belangrijkste infrastructuur en aangrenzende gemeenten.

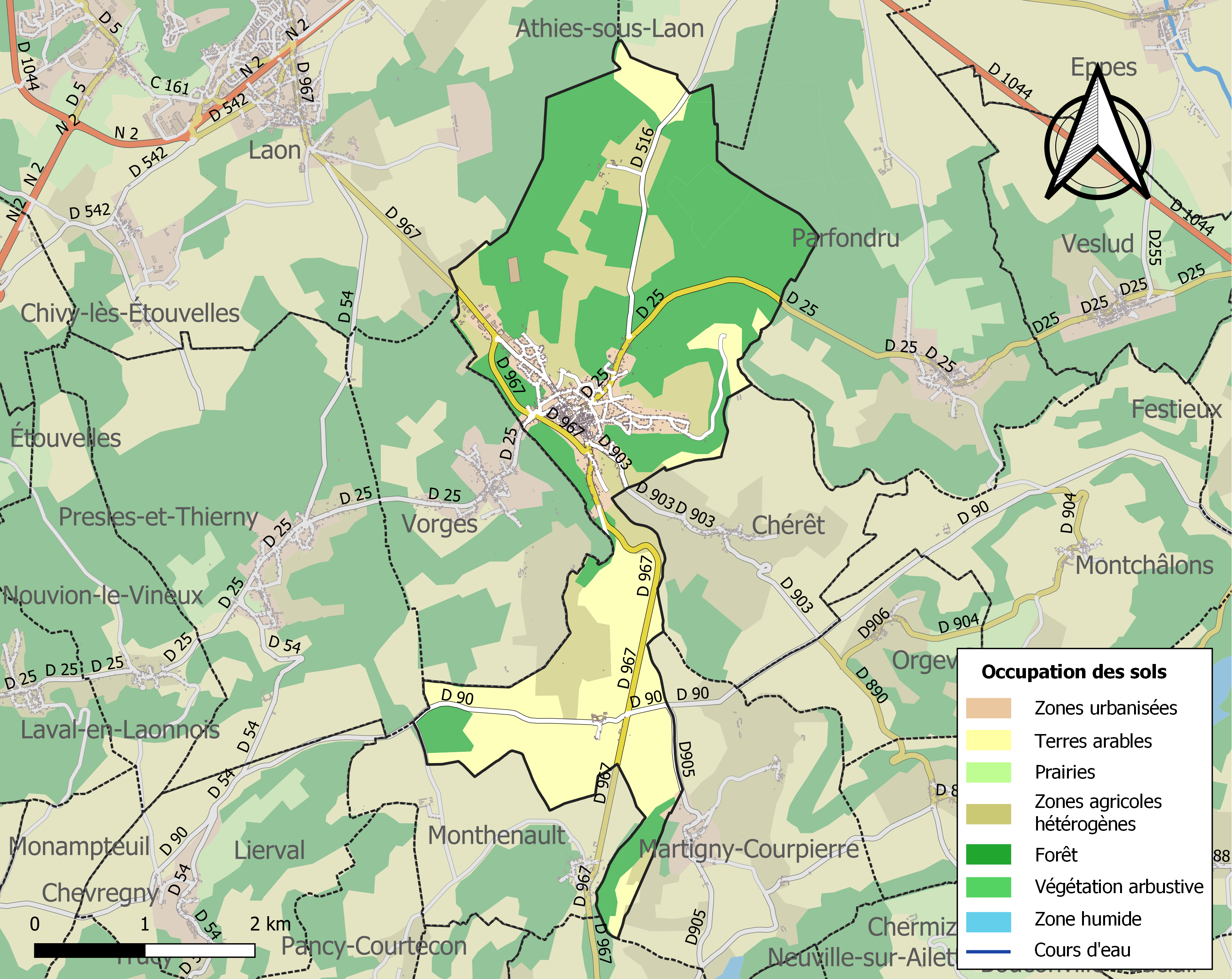

## Demografie
Onderstaande figuur toont het verloop van het inwonertal (bron: INSEE-tellingen).
Vanwege een beveiligingsprobleem met de MediaWiki Graph-software is het momenteel niet mogelijk deze grafiek weer te geven. Zodra de software is bijgewerkt zal de grafiek vanzelf weer zichtbaar worden.

## Geboren
- Arsène Houssaye (1815-1896), schrijver
- Alfred Migrenne (1847-1937), dichter
- Fernand Pinal (1958), kunstschilder